# シアン化水素
シアン化水素（Hydrogen Cyanide）は、メタンニトリル、ホルモニトリル、
蟻酸ニトリルとも呼ばれる猛毒の物質である。その水溶液は弱酸性を示し、シアン化水素酸と呼ばれる。
相で区別する場合、気体のシアン化水素は青酸ガスと呼び、液体は液化青酸と呼ぶ。
気体、液体、水溶液のいずれについても、慣習的に青酸（せいさん）と呼ばれる。この語は紺青に由来する。
なお、シアン酸は異なる物質である。
また、ドイツ語のシアン（ドイツ語: Cyan、英語: Cyanogen）はジシアンに等しい。
また、日本においては毒物及び劇物取締法第二条によって指定されている毒物の一種である。

## 性質

### 物理的性質
シアン化水素は可燃性の気体であり、爆発範囲 (5.6〜40.0パーセント) を持ち、常圧における沸点が常温付近のため、
気温が低いと液状、高いと気体になる。ただし液体でも揮発性が非常に高く、一部が気体として揮発してくるため、
低温時でも中毒の原因となる。
なお、シアン化水素が水に溶けて、シアン化水素酸になった場合は、水分子との高い親和力により液化青酸よりも気化し難い。
シアン化水素の分子は極性を有するため、液化したシアン化水素は比誘電率が高く、18 ℃で118.8であり、
極性を有した物質に対して優れた溶媒として用いる事も可能である。しかし、シアン化水素の毒性のため、
溶媒としての取り扱いには細心の注意を要する。

### 化学的性質
シアン化水素の炭素原子と窒素原子は、三重結合で結合している。
炭素よりも窒素の方が電気陰性度が高く、この結果、窒素の側に電子の存在確率が偏るために、分子は極性を持つ。
この部分は、官能基で言えばニトリルと呼ばれる構造である。しかし、
シアン化水素の場合、極性溶媒の中ではシアン化水素酸としてプロトンを電離するなど、一般的なニトリルとは性質が異なる。
なお、シアン化水素酸の酸解離定数は、18 ℃において、Ka = 1.3 × 10−9である

。
シアン化水素酸がプロトンを電離した陰イオン（CN−）をシアン化物イオンと呼び、
特に遷移金属のイオンに配位して、錯体を形成し易いため、錯体化学の分野では重要なイオンである

。
そして、この遷移金属元素に配位し易いというシアン化物イオンの性質こそが、シアン化水素の毒性発現の原因でもある。
また、この遷移金属元素に配位し易い性質を利用して、
ヒドロキソコバラミンを静脈注射し、シアン化物イオンをヒドロキソコバラミンの遷移金属元素に配位させて、
シアン化物イオンの毒性解除を狙う治療が実施される場合がある。

#### 燃焼
シアン化水素を空気中で強熱すると、炎を上げて燃え、窒素と二酸化炭素と水になる。
炎色は桃色（『化学辞典普及版』森北出版）・青色（『化学辞典』東京化学同人）・紫色（『実験化学ガイドブック』丸善）と各種の表記が見られるものの、
概ね赤紫色と呼べる。なお、原子吸光分析で燃料ガスとして、シアン化水素ガスボンベを使用する事がある。
{\displaystyle {\ce {4 HCN + 5 O2 -> 2 H2O + 2 N2 + 4 CO2}}}
シアン化水素 + 酸素 → 水 + 窒素 + 二酸化炭素

#### 重合反応
純粋なシアン化水素は、室温程度であれば安定である。
しかし、純度の低いシアン化水素を長時間放置すると黄色や黒色に変化し、爆発性の重合体を生成する。
特に水分が1割程度混じっていると、50 ℃程度で重合し易くなる。
さらに、塩基性条件下では、室温でも重合する。
また、重合防止剤を添加していない場合は、184 ℃に達すると急激に重合する。
これは重合時に発熱し、重合反応が加速されるためである。これを防ぐには、銅粉や硫酸を添加しておく。
ただし、シアン化水素よりも、水の方が多い場合は、加水分解が発生する。
水の中でシアン化水素は、ホルムアミドを経て、蟻酸とアンモニアに分解される。

### ヒトが感ずる臭気
シアン化水素は「無色で、アーモンド臭を持つ。」と説明する書物が多い。
ただ、ここで言う「アーモンド臭」とは、ベンズアルデヒドの臭気を指す

。
これは収穫前のアーモンドの臭いであり、製菓に用いるアーモンドエッセンスの甘い香りとは異なる香りである。
シアン化水素の「アーモンド臭」とは、どちらかと言えば、杏仁豆腐の香りに近いとも言われる

。
また嗅盲と言って、遺伝的にシアン化水素の臭いを感じないヒトが、1割程度はいると見積もられている

。
ただし、シアン化水素の「アーモンド臭」がベンズアルデヒドの臭気を指していながら、
ベンズアルデヒドの臭気は感知できるヒトでも、シアン化水素の臭気は感知できない場合がある

。
なお、シアン化水素の臭気が争点にされた事件の実例として、
日本計算器峰山製作所懲戒解雇事件（1971年3月）が挙げられる。
地裁判決文（京都裁判所）の中で「科学書中にはシアンガスの臭いは微臭であるとするものもある。もっとも、この点の科学的説明も純粋なものは特異臭を持つ、特有のにおいとする等、各著者によつて異なつていて明確でない上、実際上も、発生時における気圧、温度、純粋度等の諸条件によつてまた臭いの様態も異る」とされた。

## 毒性
ヒトに対する気体状のシアン化水素の毒性には異なったデータが存在し、
270 ppmで即死というデータから、5000 ppmの1分間の吸入で半数死亡というデータまである。
これは肝臓によるシアン化物イオンをチオシアン酸に変換する解毒能力と、
低酸素状態に対する細胞の抵抗力における個体差ゆえと考察される。

### 動物
シアン化水素は殺虫剤の他にも、化学兵器として使用されたように

、一般的な真核生物の動物にとっては致死性の毒物である。
その毒性の発揮は、シトクロムを始めとする生体内のヘム鉄の Fe3+ に配位結合し、
細胞内で呼吸鎖を阻害することによる。
中毒死したヒトは、シアノ基が配位したメトヘモグロビンのため、
全身が赤く染まって見える場合がある。
なお、メトヘモグロビンは酸素を運搬できないので、ヘモグロビンを酸素運搬に利用している生物の生存を脅かす。
加えて、酸素をエネルギー産生のために利用する動物が、シアン化水素を摂取すると、
シアン化物イオンが、ミトコンドリアで電子伝達系を担うシトクロムなどでも Fe3+ に配位結合し、
Fe3+のまま固定化する。
さらに、シアン化物イオンはミトコンドリアの電子伝達系の複合体IVとも呼ばれるシトクロムオキシダーゼを阻害するため

、ミトコンドリアでの電子伝達系を完全に止め、細胞内呼吸を完全に止めてしまう

。
もしも摂取したシアン化水素の量が充分に多い場合、
ミトコンドリアでのATPの生産が完全に止まり、
ミトコンドリアで酸素を利用したATPの効率的な生産が前提の一般的な動物は、ATPが枯渇して死に至る。

### 植物
動物だけでなく、植物にとっても、シアン化水素が電離したシアン化物イオンは有毒である

。
確かに、シアン耐性呼吸（cyanide-resistant respiration）と呼ばれるシアン化物に曝露されて、
ミトコンドリアのシトクロムオキシダーゼが阻害されても、植物では酸素の消費が続く場合がある。
これはオルターナティブ呼吸経路（alternative respiratory pathway）で、
例えば、オルターナティブオキシダーゼを始めとする複数の酵素が、酸素を消費し続けているためである。
この経路では、熱が発生するものの

、ATPの産生は不能である。
したがって、結局、植物でもATPは枯渇し、生命活動不能に陥る。

### 青梅などの毒成分
未熟なウメに含まれる毒成分は、シアン化物である。
ウメやアンズ、ビワなどバラ科植物の果実には、
青酸配糖体であるアミグダリンやプルナシンが含まれている。未熟な種子に含まれるエムルシン、
または動物の腸内細菌が持つβ-グルコシダーゼといった酵素によって、
青酸配糖体が加水分解され、糖とアルデヒド、そしてシアン化水素を生成する。
なお、これは胃酸によるシアン化水素の遊離や、ヒトの消化酵素による反応ではない。
シアン化水素の毒性は非常に高いが、
アミグダリンなどの経口摂取によって、ヒトが中毒症状を呈するには、こうした果実や種子の大量摂取を必要とする。
例として、アンズの種子を20個から40個を摂取した結果による重症例が知られる。
また、アミグダリンは果肉と比べ、より種子に多く含まれているため、
種子を噛み砕かない限り中毒症状を引き起こす可能性は低い。幼児が青梅の果肉を囓った程度では心配ないとされる。
なお、杏仁豆腐に使用されるアンズの種子は、熟してエムルシン濃度が低下した物を粉に挽き、
水に晒してアミグダリンを除去するなどの工程を経ている。
また、大部分の市販品はアーモンド粉と寒天等、代替品を使用している。

### 使用例

#### 化学兵器・ガス室
シアン化水素は、ナチスによるホロコーストの際に、ガス室で使用された。
この時にはツィクロンBと言う燻蒸式の殺虫剤が流用された。
シアン化水素は可燃性であり、ガス室の隣に燃焼炉が設置されていたため、
危険で使えないという懐疑論も出たものの、シアン化水素が爆発し得る濃度は5.6パーセント（56,000 ppm）以上であり、
一方で、ヒトを中毒死させるためには270 ppm〜5000 ppm（0.5パーセント）で充分であるから、理論上可能である。
なお、アメリカ合衆国の一部の州では、ガス室を用いた死刑執行にシアン化水素を用いていたが、
処刑後の清掃などに多額の費用が必要であるといった理由で、
1999年以降行われていない。
また、日本軍が対戦車兵器として液化青酸270 g入りのビン「一式手投丸缶」（ちゃ剤、ちび弾とも呼ばれた）を製造した。戦車にぶつけて割ると、装甲の隙間から中に入り込み、乗員を中毒させるのが目的であった。日本で時々、遺棄されたこの兵器が地中から発見されてきた。
この毒性に着目したオウム真理教は、新宿駅青酸ガス事件として知られるテロ未遂事件を起こした。
しかしながら、シアン化水素は空気よりわずかに軽いため、
特に、野外で化学兵器として使用しても、早期に上空へと浮き上がり、散逸してしまう。
このため化学兵器としてのシアン化水素の用例は稀であり、むしろ、青酸化合物では、
毒性が類似しており空気より重い塩化シアンの方が使われる。

#### 服毒自殺
ナチスの幹部たちは敵に捕えられた際に、噛み砕いて自殺するための青酸アンプルを常備していた。
実際、ハインリヒ・ヒムラーやマルティン・ボルマンらがこのアンプルにより自殺した。
共産圏のスパイ達も同様に青酸アンプルを常備していた。
著名な例としては、大韓航空機爆破事件の実行犯であった金勝一が自殺に用いたことで知られる。

#### 燻蒸剤
ドイツで製造されていたツィクロンBは、本来は室内などをシアン化水素で燻蒸して、殺虫を行うためだった。
日本でも同時期にサイロームの名で同種の製品が存在し、ミカン農家などで使われた。
ただ、ヒトに対する毒性が強いため、農薬用途での使用はかつてより減った。
一方で、現在でも、輸入食品の燻蒸に使用されている。これにより、侵略的外来生物の侵入を防ぐなどの狙いがある。

### 火災時に発生し得る有害成分
ある種の化合物が火災などで加熱されると、条件によっては、シアン化水素が発生する場合がある。
例えばカーテンなどに使用されている場合のあるアクリル製品が、火災によって熱分解した際などである。
当然ながら、こうして発生したシアン化水素を吸入すれば、急性中毒を引き起こし得る。
なお、そのような条件では一酸化炭素も発生し得るため、
シアン化水素や一酸化炭素は、火災時において中毒が発生する原因として知られる。
しかも、どちらの中毒であっても重症例では致死的であり、さらに、どちらの中毒も可及的速やかな解毒が必要である。
このため、一酸化炭素だけかもしれない場合でも、シアン化水素による中毒も有り得る場合には、
シアン化合物の解毒剤を静脈注射した上で、高圧酸素療法を試みるといった治療が行われ得る。
参考までに、長崎屋火災などのように、落ち着いて避難していたヒトが、中毒によって突然倒れた事例もある。

## 検知法
空気中のシアン化水素の検出には、ピクリン酸ナトリウムや塩化水銀(II)などを詰めたガス検知管が使われる。

## 解毒法
シアン化水素を始めとするシアン化物の解毒方法は、幾つかの方法が知られている。
例えば、ヘモグロビンをメトヘモグロビンに故意に酸化させ、
シアン化物イオンをメトヘモグロビンの Fe3+ に配位させて、
酸化型シトクロムの Fe3+ へのシアンの配位を妨げる方法がある。
ただし、この方法は酸素運搬能力の無いメトヘモグロビンを増やすため、諸刃の剣とも言える。
また例えば、ヒドロキソコバラミンを注射して使用する方法もある。
シアン化物イオンはコバルトにも極めて配位し易いため、
ヒドロキソコバラミンのコバルトに配位している水酸化物イオンが、シアン化物イオンに取って代わられ、
シアノコバラミンに変換されるため、シアン化物イオンを封じ込める方法である。
ただし、大過剰のシアノコバラミンが体内に有る状態に陥るため、
腎機能が正常でないと大過剰のシアノコバラミンの排泄が滞り、問題を引き起こす可能性もある。
このように、それぞれの方法には、それぞれに利点と欠点が挙げられる。
いずれにしても、意識が戻る程度にまで解毒できれば、その後は急速に回復する。
青酸を有する植物を食べる動物は、消化酵素のロダネーゼを使用して青酸を無害なチオシアネートへ変換する。

## 製法
工業的にシアン化水素は、ソハイオ法によるアクリロニトリル製造の際の副産物として得られる。
また、アンドルソフ法と呼ばれる、メタン、アンモニア、空気の混合ガスを、
高温下で白金触媒に通す方法も知られる。
BMA法(Degussa法)と呼ばれる方法もある。こちらは酸素を用いずメタンやアンモニアに含まれる水素を回収することが出来るが、その代わりに大きな熱エネルギーが必要なのであまり使われていない。
なお、燻蒸などの目的で、装置の無い場所でシアン化水素を発生させたい場合には、
シアン化ナトリウムのようなシアン化物イオンの塩に、強酸を加える方法が一般的である。つまり、揮発性の弱酸が、
強酸によって遊離してくる性質を利用した方法である。

## 廃棄処理
廃棄処理業者にシアン化合物である旨を伝えて委託し、シアン化物イオンの分解処理を依頼する方法が安全である。
通常は、塩基性条件下で、次亜塩素酸ナトリウムなどの酸化剤を用いて、
シアン化物イオンを酸化する方法で分解する。

## その他
なお昔の辞典では「シアン化水素酸」または「青酸」を、
シアン化水素の二量体の固形物質をさす語とも記載している例も見られる。
しかし、この物質は、三量体の1,3,5-トリアジンであったと判明している。
青酸という毒物は古代エジプト時代から認識されていた。
1782年にカール・ヴィルヘルム・シェーレがシアン化水素を発見した。
このためシアン化水素酸の別名をシェーレ酸と言う。
シュレーディンガーの猫の思考実験では、放射線が検出された場合に猫を殺す毒物としてシアン化水素が明示されている。
煙草の煙には、多種多様な有害物質が含有されており、その1つとして、
タバコ葉中に含まれる無機・有機シアン化合物を由来としたシアン化水素も含まれている。